# Kgakge
Kgakge (Makakung) – wieś w Botswanie w dystrykcie North West. Według spisu ludności z 2011 roku wieś liczyła 279 mieszkańców.